# 75th Infantry Division (Vereinigte Staaten)
Die 75th Infantry Division (deutsch 75. US-Infanteriedivision) ist ein Großverband der US-Army, die heute als Reserveeinheit existiert und den Namen 75th Division (Training Support) trägt.

## Geschichte

### Zweiter Weltkrieg

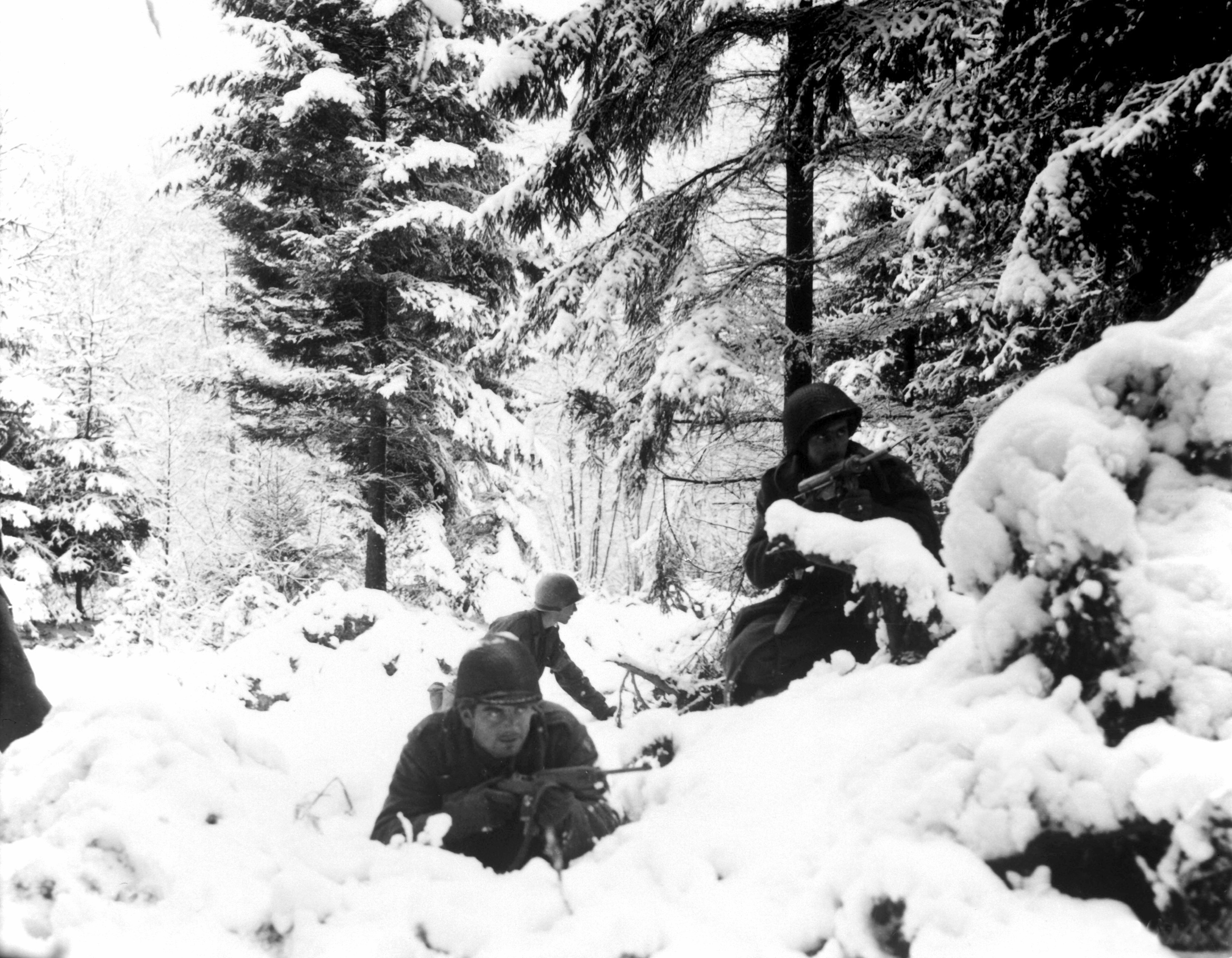
Soldaten der 75th Infantry Division im Schnee. Aufgenommen bei Amonines, Érezée im Januar 1945.

Die Aufstellung der Division erfolgte am 15. April 1943 in Fort Leonard Wood, Missouri. Nach zahlreichen Manövern kam sie im November 1944 nach Großbritannien und im Dezember 1944 nach Frankreich. Die Division lag unter Generalmajor Prickett in Yvetot, als die Ardennenoffensive losbrach. Am 23. Dezember kam der Verband zur Front, um am Ourthe zu kämpfen. Dabei hatten die Amerikaner gegen starke Verbände der Wehrmacht und der Waffen-SS sowie den strengen Winter anzukämpfen. Am 5. Januar 1945 folgten Gefechte um Grandménil in Manhay. Danach war die Division mit der 82nd Airborne Division am Salm im Einsatz, am 17. Januar wurde Vielsalm erobert. Mit der 6th Army kam es dann zu weiteren Gefechten in Frankreich, Anfang Februar wurde Colmar befreit.
Am 7. Februar wurde der Rhein erreicht. Nach einer kurzen Erholungsphase für die Division wurde sie in die Niederlande beordert, um an der Maas zur 6th Airborne Division der British Army zu stoßen. Vom 13. bis zum 23. März operierte die 75th Infantry Division zwischen Wesel und Homburg, um Konterangriffe der Deutschen abzuwehren. Am 24. März wurde der Rhein mit der 79th Infantry Division und der 30th Infantry Division überschritten. Bei den Kämpfen in Westdeutschland wurden zahlreiche Zwangsarbeiter befreit. Danach rückte man nach Rheinland-Pfalz vor, wo Ende März der Haardtwald erreicht und von feindlichen Truppen gesäubert wurde. Am 1. April wurde der Dortmund-Ems-Kanal überquert, danach wurde zusammen mit der 95th Infantry Division Dortmund befreit. Am 13. April nahmen Soldaten der Division Herdecke ein, danach ging es nach Brambauer, um dort als Reserveeinheit zu verbleiben. Die Division nahm dann Besatzungs- und Sicherungseinheiten in Westfalen war, ehe der Krieg am 8. Mai endete. Die Division war zeitweise in Werdohl stationiert, ehe sie im November in die USA gebracht und dort deaktiviert wurde. Während des Kriegs waren 817 Soldaten der Division gefallen, 3314 wurden verwundet.

### Nachkriegszeit
Zwischen 1952 und 1957 existierte die Division in Texas. Seit 1993 wird die Tradition der Division von der 75th Division (Training Support) fortgesetzt. Im Zuge der Transformation der United States Army ist sie heute als Trainings- und Versorgungseinheit aktiv.

## Organisation
Die Division war im Zweiten Weltkrieg folgendermaßen aufgestellt:
- 289th Infantry Regiment
- 290th Infantry Regiment
- 291st Infantry Regiment
- 75th Cavalry Reconnaissance Troop
- Division Artillery
  - 730th Field Artillery Battalion (155mm)
  - 897th Field Artillery Battalion (105mm)
  - 898th Field Artillery Battalion (105mm)
  - 899th Field Artillery Battalion (105mm)
- Special Troops
  - 275th Engineer Battalion
  - 375th Medical Battalion
  - 75th Quartermaster Company
  - 575th Signal Company
  - 775th Ordnance Company(Light Maintenance)
  - 75th CIC Detachment
  - 75th Military Police Platoon

## Divisionskommandeure
- Generalmajor Willard S. Paul, April – August 1943
- Generalmajor Fay B. Prickett, August 1943 – Januar 1945
- Generalmajor Ray E. Porter, Januar – Juni 1945
- Generalmajor A. Arnim White, Juni – Oktober 1945
- Brigade General Charles R. Doran, Oktober 1945 – November 1945